# Jeanplong József
Jeanplong József (Pancsova, Torontál vármegye, 1919. április 2. – Budapest, 2006. október 20.) egyetemi tanár, biológus, botanikus. Botanikai szakmunkákban nevének rövidítése: „Jeanpl.”.

## Életpályája
Jeanplong József (†1959) középiskolai tanár és Marton Paula (†1958) tanítónő gyermekeként született. Felesége 1957-től Győrffy Ilona az MTA Elméleti Fizikai Kutatóintézete tudományos munkatársa. Fia: Jeanplong József (1959–) és Jeanplong Ferenc (1960–).
Az elemi és középiskolát Szombathelyen végezte. 1943-ban a budapesti Pázmány Péter Tudományegyetem Bölcsészeti Karán szerzett földrajz-természetrajz szakból tanári oklevelet. 1947-ben avatták bölcsészettudományi doktorrá. 1950 októberétől az Agrártudományi Egyetem Növénytani Tanszékének oktatója, adjunktusi, majd docensi beosztásban. 1971-ben készült disszertációja "A Rába ártéri rétek, legelők ökológiai, cönológiai és hozamvizsgálata" alapján nyerte el a biológiai tudomány kandidátusa címet.
1981-ben ment nyugdíjba, de nyugdíjbavonulása után még 18 évig aktívan részt vett a tanszék oktató és kutató munkájában.
Vas megye közgyűlése 1991-ben Gáyer Gyula-emlékplakettel és oklevéllel tüntette ki a megye területén végzett botanikai kutatási eredményeinek elismeréseként, és még ez évben a Gödöllői Agrártudományi Egyetem a dr. honoris causa (tiszteletbeli doktor) címet adományozta részére.
Budapesten hunyt el 87 évesen, 2006. október 20-án.

## Munkássága
Botanika iránti érdeklődését Soó Rezső professzornak és Visnya Aladár múzeumigazgatónak köszönhette. Már egyetemi éveiben feldolgozta Vas, Sopron és Moson vármegyék edényes virágtalan és virágos növényeit, majd vizsgálatait kiterjesztette a Magyar Alpok és a Kisalföld növénytársulásaira is. Később érdeklődése a florisztika, elsősorban a Nyugat-Dunántúl növényföldrajzi térképezése, valamint legelők, rétek ökológiai és cönológiai vizsgálata felé fordult. Tímár Lajos vezetésével részt vett a Tisza- ártér növényföldrajzi térképezésében (Szolnok és Szeged között, 1951–1954), majd a Gödöllő környéki és nyugat-magyarországi vetési és pillangós gyomtársulásokat tanulmányozta (1950-es évek vége). Vietnámi tanulmányútja során a tengerparti mangrove-övet, a szavannák, a monszunerdők, a hegyi esőerdők növényvilágát és a magashegyi gyomnövénytársulásokat vizsgálta. Vietnámi gyűjtéséből új nemzetségű és fajú liliomfélét írt le (Halongia purpurea). Jelentős eredményeket ért el a Rába-völgyi rétek, legelők ökológiai, cönológiai és hozamvizsgálata terén. Nevéhez a trópusi botanika c. tantárgy bevezetése a magyarországi egyetemi oktatásba és az első ilyen témájú hazai tananyag elkészítése. Nemzetközileg is kiemelkedő jelentőségű, úttörő munkát végzett Carolus Clusius (1526–1609) nyugat-magyarországi füvészeti tevékenységének feltárásával.
A Magyar Biológiai Egyesület (1951-től) és a Természettudományi Társulat tagja (1954-től). A GATE tb. doktora (1992-től). Gáyer Gyula-emlékplakett tulajdonosa 1992-től.

## Főbb munkái
- Adatok Vas vármegye flórájához (Borbásia, 1941)
- A Rába balparti síkjának növényföldrajzi viszonyai a Pinkától az Ikváig. Egy. doktori értek (Budapest, 1947)
- Adatok és összehasonlító vizsgálatok Nyugat-Magyarország szántóföldi gyomviszonyainak ismeretéhez (ATE Mezőgazdaság-tudományi Karának Évkönyve. 1951. Budapest, 1952)
- A kenaf – Hibiscus cannabinus L. – gyomviszonyai az 1952. évi vizsgálatok tükrében (Botanikai Közlemények, 1954)
- Ökológiai vizsgálatok a gödöllői egyetemi tangazdaság babatpusztai legelőjén. Máthé Imrével (ATE Agronómiai Kar kiadványa. Gödöllő, 1954)
- Évelő pillangósok gyomcönológiai viszonyai Szombathely környékén (ATE Agronómiai Kar kiadványa. Gödöllő, 1955)
- Flóraelemek szerepe a flórahatárok megvonásában Északnyugat-Dunántúlon. – Lamium orvala a Pilis-hegységben. 2 táblával, 1 táblázattal. Bodnár Bélával, Priszter Szaniszlóval (Botanikai Közlemények, 1956)
- Növénytan. Egyetemi jegyzetek (Budapest, 1958)
- Cönológiai vizsgálatok lucernatáblában állandó négyzetek alkalmazásával, Gödöllő mellett. 1–2 (Növénytermelés, 1958)
- Új előfordulási adatok a Transdanubicum és az Eupannonincum flórájának ismeretéhez (Vasi Szemle, 1958)
- Érdekes gyomnövénytársulás az őrség nyugati részén (Botanikai Közlemények, 1959)
- Vázlatok a Rába határvidéki árterének rétjeiről. 6 táblázattal (Botanikai Közlemények, 1960)
- A Vas megye ritka és védelmet érdemlő növényei. Horváth Ernővel (Vasi Szemle, 1962)
- A Simazin ökológiai-élettani hatása a kukoricára és gyomnövényeire. Horváth Imrével, Szász Kálmánnal (Kukoricatermesztési kísérletek. 1958–1960. Budapest, 1962)
- Vietnám őserdői és szavannái (Élővilág, 1963)
- Prospection des types biologiques présentés par quelques association végétales au Viet-Nam du Nord (Acta Botanica, 1965)
- Gyomcönózis-vizsgálatok pillangós vetésekben Nyugat-Magyarországon (Savaria. A Vas Megyei Múzeumok Értesítője, 1965)
- A növényvilág kutatásának mai helyzete Dél- Burgenlandban, kapcsolatok Vas megyével (Vasi Szemle, 1967)
- Rába ártéri rétek-legelők ökológiai-, cönológiai- és hozamvizsgálata. Kandidátusi értekezés (Budapest, 1969)
- Pántlikafüves állományok cönológiai és hozamviszonyai a Rába árterén (Agrártudományi Egyetem Közleményei, 1969)
- Nouveau genre et nouvelle espece dans la flore du Nord-Vietnam: Halongia purpurea (Acta Botanica, 1970)
- Új adatok Északnyugat-Dunántúl flórájának ismeretéhez. 1–4 (Vasi Szemle, 1972, 1983, 1991 és 1999)
- Étude de la végétation des mauvaises herbes du Nord-Vietnam (Botanikai Közlemények, 1973)
- Clusius, a botanikus. Hortobágyi Tiborral (Vasi Szemle, 1973)
- Megemlékezés Carolus Clusius születésének 450 éves évfordulójára (Botanikai Közlemények, 1976)
- Gödöllő és közvetlen környékének növényvilága (Gödöllő és vidéke természetvilága. Gödöllő, 1977)
- Rendellenesség a citrom termésében. – A Clusiusról elnevezett taxonok és elterjedésük (Botanikai Közlemények, 1979)
- Agrobotanika. Többekkel (2. átdolgozott és bővített kiadás 1980)
- Az angolperje és rokonai. Liliomfélék–pázsitfűfélék. 10. füz. Heszky Lászlóval (Magyarország kultúrflórája. Budapest, 1980)
- Vas megye botanikai kutatásának helyzete az utóbbi 100 év folyamán (Alpokalja természeti képe, 1981)
- Gáyer Gyula természettudományi munkássága (Vasi Szemle, 1983)
- Clusius in Westpannonien. Beziechungen zu Boldizsár Batthyány und István Beythe (Fungorum in Pannonies observatorum brevis Historia ex Codex Clusii. Díszkiadás. Szerk. is. Budapest–Graz, 1983)
- Visnya Aladár természettudós; gyűjt., a bibliográfia Jeanplong József, Vértesi Péterné; BDMK, Szombathely, 1986 (Vasi életrajzi bibliográfiák)
- Jelentősebb hasznosítható réttársulások az Alpokalja Vas megyei részén (Praenorica folica historico-naturalia, 1987)
- Megemlékezés Stephan Aumüller biológusról (Savaria. A Vas Megyei Múzeumok Értesítője, 1991)
- Kiegészítő adatok Stephan Aumüller életrajzához és munkásságához (Praenorica folica historico-naturalia, 2001)